# 탑 (타로)

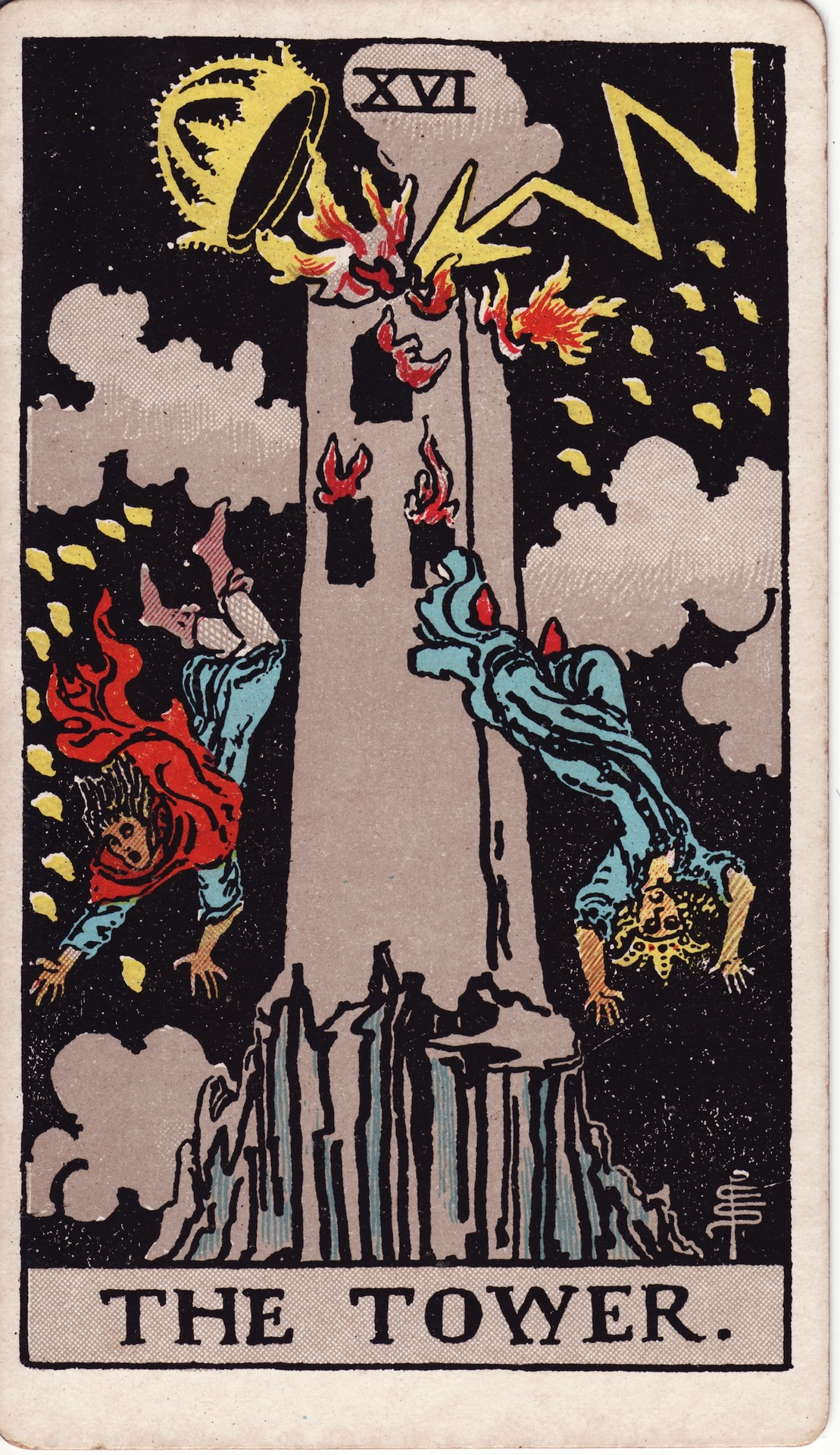
웨이트판 타로의 탑

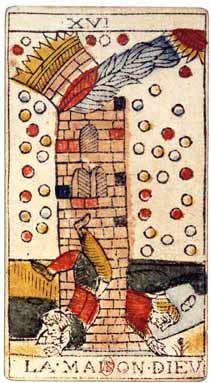
마르세유판 타로의 탑

탑(塔, 프랑스어: La Maison Dieu)은 타로의 메이저 아르카나에 속하는 카드의 1매다. 카드 번호는 '16'.

## 타이틀
프랑스어의 명칭 'La Maison de Dieu'나 스페인어의 'La Casa de Dios'는 모두 '신의 집'을 의미한다. 'La Maison Dieu'는 본래는 'La Maison de Feu'(불의 집=화재의 집)의 기재 실수였을 가능성이 높다.

## 카드의 의미
정위치의 의미
정위치의 의미 : 붕괴, 재해, 비극.
역위치의 의미
역위치의 의미 : 긴박, 갑작스런 사고, 오해.
정위치·역위치 어느 것도 부정적인 의미를 가지는 유일한 카드이다.
아서 에드워드 웨이트의 타로 도해의 해설에서는 '비탄·재난·불명예·전락'을 의미한다고 여겨진다.

## 카발라와의 관계
히브리 문자는 페이(פ), 다만 복수의 이설이 있다. '황금의 새벽단'의 설에서는 네트크와 호드의 세피라를 결합하는 경에 관련지었다.

## 점성술과의 대응 관계
이하와 같은 제설이 있다.
- 별자리: 백양궁설, 금우궁설, 천헐궁설, 마갈궁설
- 행성: 화성설[1], 목성설, 천왕성설, '천왕성+화성'설[2]

## 우화의 해석
전통적인 해석에서는 바벨탑은 아니고 '신의 집'이라고 여겨진다. 신의 집은 크리스트교의 교회를 가리키던 속칭이며, 병원을 가리키는 경우도 있다. 이 하늘에서 내려 '탑'에 격돌하고 있는 것은, 번갯불을 일반적으로 표현할 때에 있기 십상인 톱니 모양이 아니고, 어느 쪽이냐면 불길과 같이 둥글게 그려져 있다. 이것은, 번개도 불길도 아니고 '신으로부터 방출되는 성스러운 힘'그 자체를 나타내고 있다. 즉, 두 명의 인물이, 스스로의 만들어 낸 강고한 자의식의 껍질에 두문불출하고 있던 상태로부터, 어떠한 외적 요인에 의해서 개방된 상태로 경과하는 장면을 그려 나타낸 모습이라고 해석된다. 즉, '신으로부터 방출되는 성스러운 힘'을, “신의 분노”는 아니고“신의 자비”에 의한 구제라고 해석해, 인간적인 종교 조직, 즉 '탑'에 붙잡힌 사람들을 신이 해방해, '탑'의 정상에 왕관, 즉 절대적인 권력(신)은 존재하지 않고, '탑'의 밖에 퍼지는 광대한 평야의 끝, 또는 배경으로 그려지는 구체, 즉 세계·지구·우주에 이른 그 위에 존재하고 있는 것을 상징하고 있다고 해석된다.
'신의 집'은 아니고 바벨탑의 붕괴라고 보는 설에서는, 더 알기 쉬운 해석이 이루어진다. 마르세유판의 '탑'에는, 불길과 같은 물체가 건물의 지붕 부분을 날려 버려, 두 명의 인물이, 한 명은 거꾸로, 또 한사람은 상반신이 건물로부터 나와 있는 상태로 그려져 있다. 고대 메소포타미아의 탑이라는 건조물은, 하늘과 땅을 이어, 신들이 지상에 내려서는 이치를 제공하는 종교적인 목적으로 다루어지고 있었다. 또 군사적인 방위·관찰·감옥·퇴각에 사용하는 요새로서 다루어져 현재에 있어도 정치·경제·교육·문화 등의 여러 가지 선전은 탑을 매체로서 행해지고 있다. 그러나, 이 '탑'에 그려지는 건조물은 인간과 대비해 매우 작고, 대략 하늘까지 달해, 신과의 교신을 도모하는 존재라고는 생각되지 않는다. 또, 인물의 한 명이 건물로부터 나와 있는 것처럼 보이는 것부터, 이 건물은 두 명의 인물의 사유물이며, 그들이 만든 것이라고 해석된다. 그들은 건물에 왕관을 본뜬 지붕을 달고 있었다고 보여져 자신들이 만들어 낸 것을 절대 무이의 존재로 해, 다른 어떠한 존재도 인정하지 않았던 것을 상징하고 있다. '탑'에서는, 확실히 지금, 건물의 왕관이 철거해진 모습이 써내지고 있다. 왕관을 날려 버리는 기묘한 물체는 번개다. 번개는 고래부터 '신으로부터 방출되는 성스러운 힘'의 상징으로서 자주 "신의 분노" 등으로 표현된다.

## 참고 문헌
- 사리 니컬스 '융과 타로'ISBN 4-7835-1183-7
- 필립 카모원 '비전 카모원 타로 해설서'ISBN 4-0540-1522-0
- 이노우에 노리코 '타로 해석 실천 사전-대우주의 신비와 소우주의 비공개 종교의식'ISBN 4-3360-4259-4

## 같이 보기
- 바벨탑